# 迫久展
迫 久展（はさま ひさのぶ、1953年（昭和28年） - ）は、日本の外交官。外務省大臣官房現地職員管理官等を経て、2015年から2019年までギニア駐箚特命全権大使を務めた。

## 人物・経歴
宮城県仙台市出身。1977年東北大学工学部卒業。1979年外務省入省。在セネガル日本国大使館参事官、在ブルキナファソ日本国大使館参事官等を経て、2014年外務省大臣官房在外公館課現地職員管理官。2015年からギニア駐箚特命全権大使を務め、ギニア出身のタレントであるオスマン・サンコンへの旭日双光章伝達にあたるなどした。2019年退任。

## 著書
- 『グッバイ！オリエンタルスマイル―国際人ＡｔｏＺ』トラベルジャーナル 1990年